# The Catholic World Report
The Catholic World Report es una revista internacional de noticias publicada por Ignatius Press que cubre temas relacionados con la Iglesia Católica. Fue fundada por Joseph Fessio en 1991 con periodicidad mensual. Su circulación fue de aproximadamente 20,000 en 1995. En 2012, dejó de publicarse y pasó a un formato solo en línea. Sus editores se han aumentado con Robert Moynihan (1991–1993),  Philip Lawler (1993–2005), Domenico Bettinelli, George Neumayr, y Carl E. Olson (2012-presente).
CWR a menudo se caracteriza como una publicación conservadora. Andrew Brown, corresponsal de religión de The Independent, lo describió en 1993 como "una revista de noticias católica de la derecha con un excelente historial de precisión". Ha sido crítico con el abuso sexual clerical y la corrupción asociada a la Iglesia Católica desde principios de la década de 1990. Hizo campaña contra el uso litúrgico de la New American Bible Revised Edition, una traducción moderna con un lenguaje neutral en relación con el género.